# A Thin Shell
A Thin Shell (с англ. — «Тонкая оболочка») — третий студийный альбом шведской дэт/дум-группы October Tide, выпущенный в 2010 году лейблом Candlelight. Это первый альбом группы после перерыва в 11 лет, а также единственный с вокалистом Тобиасом Нетцеллом.

## Об альбоме
В 2009 году основатель October Tide — гитарист Katatonia Фред Норрман, сразу после записи альбома Night Is the New Day, покидает Katatonia вместе с младшим братом — бас-гитаристом Маттиасом Норрманом, возрождает October Tide, и оба полностью сосредотачиваются на этом проекте.
A Thin Shell – первый альбом October Tide уже без участия второго его основателя – Йонаса Ренксе.

## Список композиций
Все тексты написаны Tobias Netzell и Pierre Stam, вся музыка написана Fredrik Norrman и October Tide.
| №                   | Название                                 | Длительность |
| ------------------- | ---------------------------------------- | ------------ |
| 1.                  | «The Custodian of Science»               | 7:33         |
| 2.                  | «Deplorable Request»                     | 6:03         |
| 3.                  | «A Nighttime Project (инструментальная)» | 4:32         |
| 4.                  | «Blackness Devours»                      | 5:15         |
| 5.                  | «The Dividing Line»                      | 5:43         |
| 6.                  | «Fragile»                                | 6:35         |
| 7.                  | «Scorned»                                | 6:33         |
| Общая длительность: | Общая длительность:                      | 42:14        |

## Участники записи
- Тобиас Нетцелл — вокал
- Фред Норрман — гитара
- Робин Берг — барабаны

### Приглашённые музыканты
- Йонас Кьеллгрен — бас-гитара(на сессии), микширование, продюсер